# Вільянуева-де-ла-Серена
Вільянуева-де-ла-Серена (ісп. Villanueva de la Serena) — місто і муніципалітет в Іспанії, у складі автономної спільноти Естремадура, у провінції Бадахос. Населення — 26 111 осіб (2010).
Місто розташоване на відстані близько 240 км на південний захід від Мадрида, 100 км на схід від Бадахоса.
На території муніципалітету розташовані такі населені пункти: (дані про населення за 2010 рік)
- Касас-дель-Кастільйо-де-ла-Енком'єнда: 14 осіб
- Енком'єнда/C.Y.C.A.: 13 осіб
- Ентрерріос: 778 осіб
- Вальдівія: 1899 осіб
- Вільянуева-де-ла-Серена: 22530 осіб
- Сурбаран: 877 осіб

## Демографія
Динаміка населення (INE ):

## Уродженці
- Роберто Маріна (*1961) — відомий у минулому іспанський футболіст, півзахисник.